# Chlorogomphidae
Chlorogomphidae zijn een familie van echte libellen (Anisoptera), een van de drie onderordes van de libellen (Odonata). De familie omvat 3 geslachten en ruim 50 soorten.

## Geslachten
De familie Chlorogomphidae omvat de volgende geslachten:
- Chlorogomphus Selys, 1854
- Chloropetalia Carle, 1995
- Watanabeopetalia Karube, 2002